# Palatodonta bleekeri
Palatodonta bleekeri (лат.) — вымерший вид неодиапсид, окаменелые остатки обнаружены в отложениях раннего среднего триаса (анизийский ярус) в Нидерландах. Единственный вид в составе рода Palatodonta . 
Первоначально род был описан в 2013 году как базальный представитель Placodontiformes, тесно связанный с плакодонтами. Согласно этой интерпретации, Palatodonta является переходной формой между плакодонтами и менее специализированными рептилиями. Как и у плакодонтов, у животного был ряд крупных зубов на нёбе, но в то время как у плакодонтов эти зубы толстые и тупые, у Palatodonta нёбные зубы тонкие и заострённые (как зубы, расположенные на челюстях большинства других рептилий). 
Исследование 2023 года реклассифицировало его как Sauropterygomorpha и родственника Eusaurosphargis; другими словами, он близок к завроптеригиям (группе, включающей плакодонтов и других морских рептилий, таких как нотозавры и плезиозавры), но не входит в их состав.

## Открытие
Palatodonta была впервые описана Джеймсом М. Нинаном (James M. Neenan), Николь Кляйн (Nicole Klein) и Торстеном М. Шайером (Torsten M. Scheyer) в 2013 году. Родовое название отсылает к ряду зубов на нёбной кости. Видовое название дано в честь Ремко Бликкера (Remco Bleeker), палеонтолога-любителя, который обнаружил окаменелость летом 2010 года в карьере Зильбеко недалеко от Винтерсвейка (Нидерланды). Род описан по голотипу TW480000470, хорошо сохранившемуся черепу молодой особи.

## Описание
Череп высокий, с короткой тупой мордой. У премаксиллы есть длинная и узкая верхняя ветвь, проходящая между ноздрями; ноздри крупные, эллиптической формы. Каждая предчелюстная кость имеет четыре крупных долотовидных зуба, слегка выступающие (наклоненные вперед), как у многих плакодонтов. Зубы прочно прикреплены с помощью длинных корней. 
Небольшой размер премаксиллы и смещённые вперёд ноздри в большей степени сближают род с Eusarosphargis и наземными рептилиями, чем с завроптеригиями. 
Верхние челюсти сохранились лишь частично. Зубы верхней челюсти острые, узкие и слегка изогнутые, в отличие от пластинчатых зубов плакодонтов. В правой верхней челюсти, как и в оригинале, было шесть зубов, хотя при жизни их, вероятно, было больше. Носовые кости сохранились не полностью, но, по-видимому, они ограничивали заднюю и внутреннюю части ноздрей. Глазница очень большая и круглая. Её передний край был образован большой предлобной костью; у Palatodonta, по-видимому, не было слёзной кости. Лобные кости образуют переднюю половину верхнего края глазницы. Нижний край глазницы окаймлял тонкий двурогий скуловой отросток в форме «бумеранга», по форме схожий с таковым у Paraplacodus; в отличие от Paraplacodus, челюстная кость не граничит с глазницей.
Височных окна два: верхнее, окружённое костью, и нижнее, открытое снизу. Такая форма изменённого черепа диапсид характерна для ранних завроптеригий (включая Paraplacodus), а также для современных ящериц. Верхняя задняя часть свода черепа состоит из теменных костей, которые образуют большое теменное отверстие и выпуклость на внешней задней части. Две большие изогнутые кости отделяют глазницу от верхнего височного ока: затылочная и заглазничная. Заглазничная кость образует округлую пластинку, которая является частью заглазничного мостика — костной перемычки, разделяющей два височных отверстия. Заглазничная кость расположена относительно низко на черепе, так что оба височных отверстия хорошо видны сбоку. Скуловая кость также участвует в формировании заглазничной кости, а также переднего края нижнего височного отверстия. Она простирается достаточно далеко назад, чтобы сочленяться с крупной чешуйчатой костью, таким образом исключая заглазничную кость из нижнего височного отверстия. Отросток скуловой кости соприкасаться как с префронтальной, так и с чешуйчатой частями черепа — черта, присущая только Placodus среди плакодонтов. Задний край нижнего височного отверстия образован высокой и узкой костью. Первоначально эта кость была идентифицирована как квадратная, которая должна была сочленяться с нижней челюстью. Согласно альтернативной интерпретации, этот элемент является редуцированной прямоугольной костью, ранее не выделявшейся у Palatodonta и базальных плакодонтов.
Микрокомпьютерная томография образца позволяет увидеть более детально челюсть и внутренние структуры черепа. Нижняя челюсть была намного тоньше, чем у плакодонтов, хотя задняя часть сохранилась не полностью. Зубная кость имеет по меньшей мере 14 заострённых зубов, которые были острыми и узкими, но ближе к задней части челюсти они становились крупнее и крепче. Задняя часть челюсти включает в себя низкую венечную кость, тонкую супраангулярную кость и удлинённую ангулярную кость (челюстной сустав). Нёбная кость содержит один ряд крупных зубов, схожих с зубами верхней челюсти. Эта особенность, отличающая таксон от большинства других рептилий, у которых нет нёбных зубов или есть несколько рядов крошечных зубчиков, также встречается у плакодонтов, на нёбной кости которых есть один ряд крупных зубов (сами зубы широкие и толстые). На других фрагментах нёбных костей (крыловидная кость), зубы отсутствуют. Единственная сохранившаяся часть черепной коробки — это клиновидная кость, которая соединяет основание черепа с нёбом. В клиновидной кости присутствуют два отверстия для прохождения крупных кровеносных сосудов, а также толстые вертикальные отростки. Единственными посткраниальными элементами голотипа являются сильно фрагментированные фаланги, перемешанные с костями черепа.